# Tarra-Bulga-Nationalpark
Der Tarra-Bulga-Nationalpark ist ein Nationalpark im Südosten des australischen Bundesstaates Victoria, 158 km östlich von Melbourne und 27 km südlich von Traralgon im Strzelecki-Gebirge. Dort findet man die letzten Stellen des Eukalyptus-Primärwaldes, wie er einst die ganze Region bedeckte.

## Geschichte
Die Gegend wurde zunächst 1904 zum Bulga-Nationalpark erklärt, der nur 20 ha umfasste. 1909 wurde in der Nähe der Tarra-Valley-Nationalpark errichtet. Über die Jahrzehnte wurden die beiden Parks stetig vergrößert und schließlich 1986 unter dem heutigen Namen zusammengefasst.

## Vegetation
Die tief eingeschnittenen Flusstäler des Parks sind von feuchtem Sclerophyllwald dominiert (hauptsächlich Riesen-Eukalyptus (Eucalyptus regnans)). Das Unterholz besteht größtenteils aus Blackwood (Acacia melanoxylon), Pomaderris (Pomaderris aspera) und Baumfarnen (Dicksonia antarctica, Cyathea australis). An einigen Flecken im Park findet man auch kalt-gemäßigten Regenwald mit Myrthenbuchen (Nothofagus cunninghamii). Die Höhen sind mit niedrigem, lichten Wald bewachsen, meistens Eukalypti der Arten Peppermint und Gum.

## Sehenswürdigkeiten
Im Park findet man eine große Hängebrücke über das Tal und viele Wanderwege. Dort kann man sich einen Eindruck verschaffen, wie der Wald in großen Teilen des heutigen Victoria einst ausgesehen hat.